# 蘇丹普爾縣
蘇丹普爾縣是印度的一個縣，位於該國北部，由北方邦負責管轄，面積4,436平方公里，識字率為71.14%，人口在2001至2011年期間增長17.92%，2011年人口3,790,922，人口密度每平方公里855人。
26°15′N 82°00′E / 26.250°N 82.000°E